# Communauté de communes Picardie des Châteaux
La Communauté de communes Picardie des Châteaux est une communauté de communes française, située dans le Soissonnais, le Laonnois et le département de l'Aisne en région Hauts-de-France.

## Dénomination
La dénomination Picardie des Châteaux présente une certaine difficulté dans la mesure où la communauté de communes se situe nettement en dehors du territoire de la Picardie historique d'avant 1789, d'autant que cette appellation apparaît au moment de la disparition de l'ancienne région administrative de Picardie, dont la dénomination était largement inappropriée aux départements de l'Aisne et de l'Oise.

## Historique
Dans le cadre des dispositions de la loi portant nouvelle organisation territoriale de la République (Loi NOTRe) du 7 août 2015, qui prévoit que les établissements publics de coopération intercommunale (EPCI) à fiscalité propre doivent avoir un minimum de 15 000 habitants (sous réserve de certaines dérogations bénéficiant aux territoires de très faible densité), le préfet de l'Aisne a adopté, après avis de la commission départementale de coopération intercommunale le nouveau SDCI par arrêté du 30 mars 2016. Celui-ci prévoyait notamment la fusion de la communauté de communes des Vallons d'Anizy et de la communauté de communes du Val de l'Ailette
. 
Par un arrêté préfectoral du 15 décembre 2016, la communauté de communes Picardie des Châteaux est ainsi créée au 1er janvier 2017 par la fusion de la communauté de communes des Vallons d’Anizy et de la communauté de communes du Val de l’Ailette, mais sans les communes de Bichancourt, de Manicamp et de Quierzy,.
La fusion est difficile à mettre en œuvre, et l'élection du nouveau président Vincent Morlet, début 2018, pourrait permettre un fonctionnement plus harmonieux de la nouvelle structure intercommunale,.
Les communes de Blérancourt et Bourguignon-sous-Coucy demandent, d'abord de manière infructueuse en 2018, leur retrait de la communauté, puis avec l'accord du conseil communautaire, mais éprouvent des difficultés pour trouver une nouvelle intercommunalité qui les accueille.
Avec la création de la commune nouvelle de Cessières-Suzy, par arrêté préfectoral du 11 décembre 2018, Suzy quitte, le 1er janvier 2019, la communauté de communes, car Cessières-Suzy est intégré à la communauté d'agglomération du Pays de Laon. Lors de sa création, les deux communes fondatrices de Cessières-Suzy ont opté pour ce choix, car Cessières est membre de la communauté d'agglomération du Pays de Laon. 
Au sein de la communauté de communes, la commune nouvelle d'Anizy-le-Grand est également crée le 1er janvier 2019 par le regroupement des communes d'Anizy-le-Château, de Faucoucourt et de Lizy. L'intercommunalité comprend désormais 36 communes au lieu de 39 communes à sa création au 1er janvier 2017.

## Territoire communautaire

### Géographie
La communauté de communes s'est donné comme objectif de mutualiser l’ensemble des moyens dont dispose le territoire afin de développer des projets communs visant à améliorer son attractivité.

### Composition
La communauté de communes est composée des 36 communes suivantes :

| Nom                        | Code Insee | Gentilé             | Superficie (km2) | Population (dernière pop. légale) | Densité (hab./km2) |
| -------------------------- | ---------- | ------------------- | ---------------- | --------------------------------- | ------------------ |
| Pinon (siège)              | 02602      | Pinonais            | 9,48             | 1 650 (2022)                      | 174                |
| Anizy-le-Grand             | 02018      |                     | 20,57            | 2 510 (2022)                      | 122                |
| Barisis-aux-Bois           | 02049      | Barisiens           | 15,11            | 746 (2022)                        | 49                 |
| Bassoles-Aulers            | 02052      | Bassolois           | 7,03             | 130 (2022)                        | 18                 |
| Besmé                      | 02078      | Besméens            | 2,66             | 166 (2022)                        | 62                 |
| Blérancourt                | 02093      | Blérancourtois      | 10,8             | 1 212 (2022)                      | 112                |
| Bourguignon-sous-Coucy     | 02107      | Bourguignons        | 2,8              | 104 (2022)                        | 37                 |
| Bourguignon-sous-Montbavin | 02108      | Bourguignons        | 1,92             | 146 (2022)                        | 76                 |
| Brancourt-en-Laonnois      | 02111      | Brancourtois        | 6,56             | 710 (2022)                        | 108                |
| Camelin                    | 02140      | Camelinois          | 9,15             | 436 (2022)                        | 48                 |
| Chaillevois                | 02155      | Chaillevoisiens     | 2,17             | 197 (2022)                        | 91                 |
| Champs                     | 02159      | Champésiens         | 9,16             | 311 (2022)                        | 34                 |
| Coucy-la-Ville             | 02219      | Coucyssiens         | 6,11             | 195 (2022)                        | 32                 |
| Coucy-le-Château-Auffrique | 02217      | Coucyssois          | 11,46            | 989 (2022)                        | 86                 |
| Crécy-au-Mont              | 02236      |                     | 11,83            | 323 (2022)                        | 27                 |
| Folembray                  | 02318      | Folembraysiens      | 8,85             | 1 362 (2022)                      | 154                |
| Fresnes-sous-Coucy         | 02333      | Fresnois            | 7,3              | 160 (2022)                        | 22                 |
| Guny                       | 02363      | Gunyacois           | 9,32             | 363 (2022)                        | 39                 |
| Jumencourt                 | 02395      | Jumencourtois       | 6,2              | 126 (2022)                        | 20                 |
| Landricourt                | 02406      | Landricourtois      | 5,83             | 129 (2022)                        | 22                 |
| Leuilly-sous-Coucy         | 02423      | Leuillois           | 12,69            | 445 (2022)                        | 35                 |
| Merlieux-et-Fouquerolles   | 02478      | Mérilociens         | 5,77             | 255 (2022)                        | 44                 |
| Montbavin                  | 02499      | Montbavinois        | 5,44             | 40 (2022)                         | 7,4                |
| Pont-Saint-Mard            | 02616      | Saint-Mard-Pontains | 6,79             | 185 (2022)                        | 27                 |
| Prémontré                  | 02619      | Prémontrés          | 8,33             | 596 (2022)                        | 72                 |
| Quincy-Basse               | 02632      | Quinciacois         | 3,87             | 54 (2022)                         | 14                 |
| Royaucourt-et-Chailvet     | 02661      | Royaucourtois       | 3,04             | 228 (2022)                        | 75                 |
| Saint-Aubin                | 02671      | Saint-Aubinois      | 8,36             | 279 (2022)                        | 33                 |
| Saint-Paul-aux-Bois        | 02686      | Saint-Paulois       | 11,13            | 360 (2022)                        | 32                 |
| Selens                     | 02704      | Selensois           | 7,65             | 207 (2022)                        | 27                 |
| Septvaux                   | 02707      | Septvaliens         | 8,56             | 179 (2022)                        | 21                 |
| Trosly-Loire               | 02750      | Troslysiens         | 15,21            | 551 (2022)                        | 36                 |
| Urcel                      | 02755      | Urcelois            | 7,2              | 539 (2022)                        | 75                 |
| Vauxaillon                 | 02768      | Vauxaillonnais      | 13,77            | 504 (2022)                        | 37                 |
| Verneuil-sous-Coucy        | 02786      | Verneuillois        | 4,58             | 136 (2022)                        | 30                 |
| Wissignicourt              | 02834      | Wissignicourtois    | 4,46             | 154 (2022)                        | 35                 |

## Évolution démographique
| 1968   | 1975   | 1982   | 1990   | 1999   | 2006   | 2011   | 2016   |
| ------ | ------ | ------ | ------ | ------ | ------ | ------ | ------ |
| 17 047 | 17 220 | 17 117 | 16 926 | 16 533 | 17 028 | 17 336 | 17 362 |

## Organisation

### Siège
Le siège de la communauté de communes est situé à Pinon au 6/8 place Charles de Gaulle.

### Élus
La communauté de communes est gérée par un conseil communautaire composé pour la fin de la mandature 2014-2020 de 55 membres représentant chacune des communes membres et élus pour la durée du mandat municipal. Ils sont répartis sensiblement en fonction de leur population, comme suit :

- 5 délégués pour Anizy-le-Château et Pinon

- 4 délégués pour Folembray ;

- 3 délégués pour Blérancourt ;

- 2 délégués pour Barisis-aux-Bois, Coucy-le-Château-Auffrique et Prémontré ;

- 1 délégué pour les autres villages, tous de moins de 700 habitants, soit Bassoles-Aulers, Besmé, Bourguignon-sous-Coucy, Bourguignon-sous-Montbavin, Brancourt-en-Laonnois, Camelin, Chaillevois, Champs, Coucy-la-Ville, Crécy-au-Mont, Faucoucourt, Fresnes, Guny, Jumencourt, Landricourt, Leuilly-sous-Coucy, Lizy, Merlieux-et-Fouquerolles, Montbavin, Pont-Saint-Mard, Quincy-Basse, Royaucourt-et-Chailvet, Saint-Aubin, Saint-Paul-aux-Bois, Selens, Septvaux, Suzy, Trosly-Loire, Urcel, Vauxaillon, Verneuil-sous-Coucy, Wissignicourt.
Afin de tenir compte des évolutions démographiques et  en l'absence d'accord local, la composition du conseil communautaire est réduit à 53 membres à compter des élections municipales de 2020 dans l'Aisne et devient : 

- 7 délégués pour Anizy-le-Grand ;

- 5 délégués pour Pinon ;

- 3 délégués pour Blérancourt et Folembray ;

- 2 délégués pour Barisis-aux-Bois, Brancourt-en-Laonnois et Coucy-le-Château-Auffrique ;

- 1 délégué ou son suppléant pour les autres communes.
Lors de la création de l'interommunalité, le conseil communautaire du 14 janvier 2020 a élu, pour le mandat 2017-2020, son président, Francis Kock, maire de Brancourt-en-Laonnois. Son élection ayant été annulée par le tribunal administratif d'Amiens, il est réélu par le conseil communautaire du 26 mars 2017. Il démissionne toutefois en décembre 2017, alléguant des problèmes de santé.
Le conseil communautaire du 15 janvier 2018 a donc élu son nouveau président, pour le mandat 2018-2020, Vincent Morlet, maire de Crécy-au-Mont, ainsi que ses 5 vice-présidents qui sont : 
1. Ambroise Centouze-Cendras, maire d'Anizy-le-Château, chargé des finances, du développement économique et des chantiers d'insertion.
2. Luminita Lecaux-Enache, conseillère municipale de Coucy-le-Château-Auffrique, chargé de la culture et du tourisme
3. Christophe Ananie, adjoint au maire de Montbavin, chargé de l'environnement
4. Isabelle Herbulot, maire de Bassoles-Aulers, chargée de l'enfance et la jeunesse
5. Eddy Warnier, maire de Landricourt, chargé de l'aménagement du territoire, de l'urbanisme et de l'habitat

À la suite du renouvellement intervenu lors des élections municipales de 2020, le conseil communautaire du 11 juillet 2020 a réélu son président, Vincent Morlet, maire de Crécy-au-Mont et désigné ses 6 vice-présidents qui sont, :
1. Francis Borgne, maire de Camelin.
2. Philippe Mignot, maire de Chaillevois.
3. Luminita Lecaux, conseillère municipale de Coucy-le-Château-Auffrique.
4. Eddy Warnier, maire de Landricourt.
5. Christophe Ananie, maire-adjoint de Montbavin
6. Vincent Pierson, maire d'Urcel.

Ils forment ensemble l'exécutif de l'intercommunalité pour le mandat 2020-2026.

### Liste des présidents
| Période          | Période                        | Identité       | Étiquette | Qualité |
| ---------------- | ------------------------------ | -------------- | --------- | --- |
| 14 janvier 2017, | 18 décembre 2017               | Francis Kock   | PS        | Cadre supérieur de santé retraité Maire de Brancourt-en-Laonnois (2001 →) Président de l'ex-CC des Vallons d'Anizy (2008 → 2016) Démissionnaire |
| 15 janvier 2018  | En cours (au 11 juillet 2020,) | Vincent Morlet | SE        | Cadre Maire de Crécy-au-Mont (2014 →) Réélu pour le mandat 2020-2026                                                                            |

### Compétences
L'intercommunalité exerce des compétences qui lui ont été transférées par les communes membres, dans les conditions définies par le code général des collectivités territoriales. Il s'agit de :
- Au titre des compétences obligatoires
  - L'aménagement de l’espace pour la conduite d’actions d’intérêt communautaire
  - Le plan local d’urbanisme en lieu et place des cartes communales
  - La promotion du tourisme
  - L'entretien et gestion de zones d’activité
  - L'action de développement économique
  - L'aménagement, entretien et gestion des aires d'accueil des gens du voyage
  - La collecte et traitement des déchets des ménages et déchets assimilés

- Au titre des compétences optionnelles: 
  - La politique du logement et du cadre de vie
  - La construction, entretien et fonctionnement d’équipements d’intérêt communautaire
  - La création, aménagement et entretien de la voirie
  - L'action sociale d’intérêt communautaire

- Au titre des compétences facultatives :
  - L'assainissement collectif et non collectif
  - La protection et mise en valeur de l’environnement
  - Les actions en faveur de l’enfance et de la jeunesse
  - L'achat de petit matériel en commun
  - Les actions en faveur de la culture

### Régime fiscal et budget
La Communauté de communes est un établissement public de coopération intercommunale à fiscalité propre.
Afin de financer l'exercice de ses compétences, l'intercommunalité perçoit la fiscalité professionnelle unique (FPU) – qui a succédé à la taxe professionnelle unique (TPU) – et assure une péréquation de ressources entre les communes résidentielles et celles dotées de zones d'activité.
Elle perçoit également une redevance d'enlèvement des ordures ménagères (REOM) et une taxe d'enlèvement des ordures ménagères (TEOM), qui financent le fonctionnement de ce service public.

## Projets et réalisations
Transports et déplacements
L'intercommunalité envisage d'organiser un système gratuit de covoiturage en 2020
Habitat
L'intercommunalité a financé en 2019 39 dossiers de rénovation de l'habitat, permettant 1,2 million d'euros de travaux.
Rénovation du domaine de Moyembrie à Coucy-le-Château
La Picardie des Châteaux a décidé de rénover le domaine de Moyembrie, qu'avait occupé un institut thérapeutique éducatif, afin d'y accueillir le relais d’assistantes maternelles, l’accueil de loisirs La Ribambelle, la halte-garderie et éventuellement des services de l’intercommunalité.